# Nalikajmy
Nalikajmy (niem. Liekeim) – wieś w Polsce położona w województwie warmińsko-mazurskim, w powiecie bartoszyckim, w gminie Bartoszyce. W latach 1975–1998 miejscowość administracyjnie należała do województwa olsztyńskiego.

## Historia
Wieś wymieniana jako wieś pruska w dokumentach z 1414 r., przy okazji spisywania strat, powstałych w czasie wojny polsko-krzyżackiej. W 1475 na 14 włokach powstał tu majątek rycerski. W latach 1730–1765 należał on do rodziny Kowalskich.
W 1889 r. majątek ziemski, wraz z folwarkiem Zagławki, obejmował 575 ha.
W 1939 r. we wsi mieszkało 187 osób.
W latach 60. XX w.we wsi zbudowano Wiejski Dom Kultury. W 1983 we wsi było 17 domów i 107 mieszkańców. W tym czasie w Nalikajmach funkcjonowało 27 indywidualnych gospodarstw rolnych, o łącznym obszarze 395 ha. W gospodarstwach tych hodowano 184 sztuki bydła (w tym 112 krów), 300 świń, 18 koni i 12 owiec. We wsi była świetlica, punkt biblioteczny, klub i sala kinowa na 50 miejsc. W 1983 była to wieś ujmowana w spisie razem z Wipławkami.